# Парсегов, Михаил Артемьевич
Михаил (Микаел) Артемьевич Парсегов (3 [15] июня 1899, Мадаткенд, Елизаветпольская губерния — 26 апреля 1964 года, Ленинград, РСФСР) — советский военачальник, генерал-полковник артиллерии (1958), Герой Советского Союза (1940).

## Начало службы
Родился 3 (15) июня 1899 года в селе Мадаткенд Елизаветпольской губернии. Армянин. Отец работал гончаром, мать вела домашнее хозяйство. В 12 лет остался без родителей и уехал на заработки в Среднюю Азию. Работал на хлопкоочистительном заводе в городе Андижане.
В 1916 году был призван в армию. С сентября 1916 по ноябрь 1917 года участвовал в Первой мировой войне на Кавказском фронте, служил в артиллерийских частях рядовым, затем командиром орудия в звании старшего фейерверкера.
В 1918 году добровольно вступил в РККА. В том же году был принят в ВКП(б). Службу начал в крепости города Андижан помощником командира взвода, затем некоторое время исполнял обязанности коменданта этой крепости. С ноября 1918 по ноябрь 1919 года был командиром взвода, воевал на Туркестанском фронте, сражался против басмачей — в Андижанском, Кокандском, Наманганском, Скобелевском районах; весной 1919 года был ранен. В феврале 1920 — июле 1921 года в составе Бухарского фронта участвовал в ликвидации отрядов бухарского эмира. С июля 1921 года — старшина батареи. Гражданскую войну закончил командиром батареи.
В 1922 году окончил Ташкентские артиллерийские командные курсы. Служил в ЛВО: с ноября 1922 — орудийный начальник батареи; с февраля 1923 — начальник связи батареи 14-го отдельного полкового тяжелого дивизиона 11-го стрелкового корпуса; с ноября 1924 года — заведующий химической батареей. В 1926 году окончил артиллерийские Краснознамённые КУКС, после чего был назначен командиром учебной батареи отдельного тяжёлого артдивизиона, а в феврале 1927 — командиром учебной батареи 13-го полевого тяжелого артдивизиона. С марта 1928 года временно командовал 3-м дивизионом тяжёлого артиллерийского полка 13-го стрелкового корпуса, а с апреля 1929 — дивизионом 13-го корпусного полка. С августа 1930 года — командир 5-го отдельного территориального артдивизиона ПриВО. С ноября 1931 года — командир и военком 57-го Уральского артиллерийского полка Забайкальского военного округа.
С 1932 года учился в Военной академии имени М. В. Фрунзе, которую окончил в 1936 году с золотой медалью и в мае был назначен командиром 69-го тяжёлого артиллерийского полка 19-го стрелкового корпуса.

## Зимняя война
В июле 1937 года выдвинут на должность начальника артиллерии ЛВО; 17 февраля 1938 года получил звание комбрига, а 5 ноября 1939 года — комдива. С декабря 1939 года участвовал в Зимней войне, был назначен начальником артиллерии 7-й армии под командованием командарма 2-го ранга К. А. Мерецкова. Начальник артиллерии армии комдив М. А. Парсегов постоянно ездил из части в часть, учил артиллеристов разведывать, выявлять и уничтожать дзоты врага, минные ловушки и другие укрепления и огневые средства. Артиллерийские части 7-й армии под командованием М. А. Парсегова уничтожили множество укреплений и огневых точек противника, прокладывая дорогу для продвижения пехоты. Особенно отличились артиллеристы М. А. Парсегова у Липоло и в боях на Тронгсундском направлении. В начале марта 1940 года, после мощной и продолжительной артиллерийской подготовки, оборонительная «линия Маннергейма» была прорвана. Войска 7-й армии перешли в решительное наступление.
Указом Президиума Верховного Совета СССР от 21 марта 1940 года за образцовое выполнение боевых заданий командования и проявленные при этом отвагу и геройство М. А. Парсегову было присвоено звание Героя Советского Союза с вручением ордена Ленина (№ 5201) и медали «Золотая Звезда» (№ 243); в этот же день ему было присвоено звание комкора.
В апреле 1940 года участвовал в Совещании при ЦК ВКП(б) начальствующего состава по сбору опыта военных действий против Финляндии, на котором выразил недовольство работой разведки и недостаточной подготовкой офицеров запаса, а также отметил важнейшую роль артиллерии в прорыве укрепрайонов. 4 июня 1940 года переаттестован в генерал-лейтенанты артиллерии.
26 июля 1940 года был назначен генерал-инспектором артиллерии РККА. На совещании высшего руководящего состава РККА 23-31 декабря 1940 года высказывал недовольство подготовкой командиров. С июня 1941 года — начальник артиллерии Киевского Особого военного округа (КОВО).

## Великая Отечественная война
Начало Великой Отечественной войны встретил начальником артиллерии Юго-Западного фронта (сформирован на основе КОВО). Участвовал в Киевской оборонительной операции. Прикрывая отступление наших войск, артиллеристы под умелым командованием Парсегова причинили значительный урон технике и живой силе врага. В том числе благодаря им на подступах к Киеву продвижение врага было сковано более чем на 2 месяца.
Осенью 1941 года участвовал в Донбасской оборонительной операции. В ходе Контрнаступления под Москвой умело спланировал и чётко руководил действиями артиллерии войск правого крыла Юго-Западного фронта в Елецкой наступательной операции.
С 24 декабря 1941 года — командующий артиллерией Юго-Западного направления. Отличился в Барвенково-Лозовской наступательной операции.
С 5 марта 1942 года — командующий 40-й армией Юго-Западного фронта, переданной в мае 1942 года в состав Брянского фронта.
По оценке начальника штаба Брянского фронта М. И. Казакова:

Командарм 40 М. А. Парсегов — человек увлекающийся, у него порой не хватало терпения на детальный анализ обстановки. Мне и сейчас помнится один его разговор с командующим фронтом.
— Как оцениваете свою оборону? — спросил Ф. И. Голиков.
— Мышь не проскочит, — уверенно ответил командарм.— Казаков М. И. Над картой былых сражений
40-я армия участвовала в Воронежско-Ворошиловградской оборонительной операции; 30 июня 1942 года войска противника, сосредоточив крупные силы против правого крыла армии, прорвали оборону советских войск в районе городов Ливны и Волчанск, что привело к окружению многих частей 40-й армии и стремительному продвижению противника к Воронежу. В связи с этим находящийся в состоянии тяжёлого психологического перенапряжения Парсегов 3 июля 1942 года был снят с занимаемой должности.
До 26 июля 1942 года пребывал в резерве командующего артиллерией, а затем был назначен начальником артиллерии Дальневосточного фронта. На этой должности Парсегов приложил немало усилий для укрепления боеспособности артиллерийских частей Дальневосточного фронта, применяя на практике все свои знания и опыт нескольких войн.
Во время Советско-японской войны Парсегов был начальником артиллерии 2-го Дальневосточного фронта. Руководимые им войска, вместе с войсками других фронтов, подавили глубоко эшелонированные укрепления японцев и разгромили Квантунскую армию. Умело руководил артиллерией фронта по форсированию рек Амур и Уссури. Его войска участвовали в освобождении Харбина и других китайских городов и населенных пунктов, а также южной части Сахалина и Курильских островов.

## После войны

Могила М. А. Парсегова на Богословском кладбище Санкт-Петербурга.

В послевоенное время возглавлял артиллерию Дальневосточного военного округа, с сентября 1946 года — заместителем командующего артиллерией Северной группы войск в Польше. В июне 1948 года, по окончании Высших академических курсов при Высшей военной академии имени К. Е. Ворошилова, был назначен командующим артиллерией Белорусского военного округа, а в июне 1954 года переведён в ЛВО на ту же должность.
18 февраля 1958 года М. А. Парсегову было присвоено звание генерал-полковника артиллерии; с августа того же года одновременно совмещал занимаемую должность с должностью члена Военного совета ЛВО. В мае 1961 года освобождён от занимаемых должностей и находился в распоряжении Главкома Сухопутных войск. С августа 1961 года назначен начальником 1-го факультета Военной артиллерийской академии имени М. И. Калинина.
Умер 27 апреля 1964 года в Ленинграде. Похоронен на Богословском кладбище (площадка Военно-Медицинской Академии, Аллея Героев, западная сторона). На его могиле поставлена гранитная стела с бюстом.
В родном селе Колхозашен М. А. Парсегова установлен памятник-бюст.

## Награды
- Медаль «Золотая Звезда» Героя Советского Союза (21.03.1940);
- три ордена Ленина (15.01.1940, 21.03.1940, 21.02.1945);
- четыре ордена Красного Знамени (22.02.1938, 27.12.1942, 5.11.1944, 20.06.1949);
- орден Суворова 2-й степени (8.09.1945);
- другие медали.

## Воинские звания
- майор — 30.12.1935;
- полковник — 21.12.1937;
- комбриг — 17.02.1938;
- комдив — 5.11.1939;
- комкор — 21.03.1940;
- генерал-лейтенант артиллерии — 4.06.1940;
- генерал-полковник артиллерии — 18.02.1958.